# Új magyar lexikon
Az Új magyar lexikon az 1960-as években készült 6+2 kötetes magyar nyelvű lexikon.

## Történeti áttekintés
Magyarországon a törekvések lexikon kiadására a reformkorig nyúlnak vissza. Az első Magyarországon kiadott átfogó lexikon a német Brockhaus Conversations magyarításaként kiadott Közhasznú Esmeretek Tára volt.
Az első magyar szerkesztésű munka az Egyetemes magyar encyclopaedia. A Szent István Társulat 1859-ben indult vállalkozása, mely pár kötet után megakadt. Az első teljes mű a Magyar lexikon. Ezt követte A Pallas nagy lexikona majd ennek korszerűsített változata a Révai nagy lexikona. A 2 háború közt megjelent Tolnai Világlexikona, Dante és Gutenberg lexikonok népszerűsítő jellegűek voltak, az Új Idők Lexikona sem érte el a Révai egykori terjedelmét és szakmai színvonalát. Az 1950-es években Vas Máté elképzelései alapján elkezdték tervezni a Magyar enciklopédia kiadását, melynek szerkesztésénél a francia Larousse, illetve az 50 kötetesre tervezett Szovjet nagy enciklopédiát vették figyelembe. A Magyar enciklopédiára egy sor szaklexikon épült volna. A gazdasági s politikai lehetőségek miatt e formában a mű nem valósulhatott meg, de az összegyűjtött anyagot felhasználva elkészítették az Új magyar lexikont.

## A lexikon
A második világháború után Magyarországon elsőként kiadott hatkötetes – A Pallas nagy lexikona mintájára készült – lexikon, mely az Akadémiai Kiadó gondozásában jelent meg. A szerkesztés 1958-ban zárult, nagy része Berei Andor munkája. Az 1. kötet 1959-ben, a 6. 1962-ben jelent meg. A legnagyobb figyelmet a politikai, gazdasági, statisztikai adatokra fordították. Félmillió példányban kelt el. 1972-ben és 1981-ben kiegészítő kötetei jelentek meg. Több változatlan utánnyomást ért meg; mára már erősen elavult tartalmát s szemléletét tekintve egyaránt, de már a saját korában is sok kritika érte szűkszavúsága, pontatlansága miatt.

## Kötetbeosztás
| Kötetszám  | Kötetcím                                                                 | Kiadási év | Hasábszám |
| ---------- | ------------------------------------------------------------------------ | ---------- | --------- |
| I. kötet   | A–C                                                                      | 1959       | 536 oldal |
| II. kötet  | D–F                                                                      | 1960       | 465 oldal |
| III. kötet | G–J                                                                      | 1960       | 543 oldal |
| IV. kötet  | K–Me                                                                     | 1961       | 627 oldal |
| V. kötet   | Mf–R                                                                     | 1961       | 628 oldal |
| VI. kötet  | S–Z                                                                      | 1962       | 800 oldal |
| VII. kötet | A–Z Kiegészítő kötet                                                     | 1971       | 471 oldal |
| –          | Kiegészítő kötet 1962–1980 A–Z                                           | 1981       | 671 oldal |
| –          | Kiegészítő füzet az Új Magyar Lexikon 1981-ben megjelent első kiadásához | 1983       | 16 oldal  |